# Algemeene Bond voor Nederlandsche Marine-Matrozen

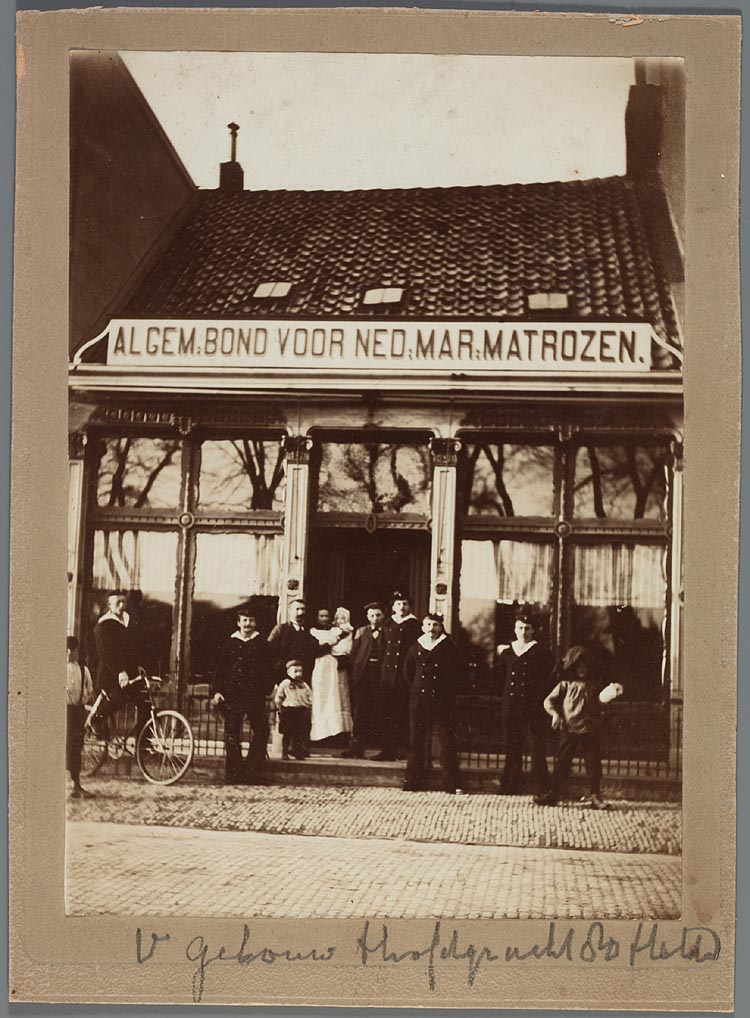
Bondsgebouw aan Hoofdgracht 80 in Den Helder

De Algemeene Bond voor Nederlandsche Marine-Matrozen was een vakorganisatie voor marinepersoneel. De bond werd opgericht op 22 januari 1897 en bestond vrijwel geheel uit beroepspersoneel.
Deze vakorganisatie maakte politiek deel uit van de sociaaldemocratische beweging. Medeoprichter en eerste voorzitter was Alexander Gustaaf Adolph Verstegen (1870-1936), de latere SDAP-wethouder in Den Helder en burgemeester van Koog aan de Zaan. Verstegen behoorde tot de oprichters van de afdeling SDAP in Den Helder. Een ander bekend bondslid, tevens lid was van de SDAP-afdeling Den Helder, was Willem Hendrik Meijer. Tot de latere bestuursleden behoorde de uit Nederlands-Indië teruggekeerde Andreas Wilhelmus Michels. 
Ter gelegenheid van het tienjarig bestaan verscheen het Gedenkboek ter gelegenheid van het tienjarig bestaan van den Algemeenen Bond van Nederlandsche Marinematrozen 1897-1907.
In 1908 ging de bond met de Algemeene Mariniersbond op in de Bond voor Minder Marine Personeel. 